# 15148 Michaelmaryott
15148 Michaelmaryott (tên chỉ định: 2000 EM141) là một tiểu hành tinh vành đai chính. Nó được khám phá thông qua Catalina Sky Survey ngày 2 tháng 3 năm 2000. Nó được đặt theo tên Michael Maryott, an Arizona businessman whose company maintains research microscopes.